# PlânSuRâsul
PlânSuRâsul este al cincilea album de studio lansat de cantautorul român Florin Chilian. Albumul a fost lansat în anul 2017, la casa de discuri Luna PR & Events. Este disponibil atât în format fizic (compact disc), cât și în format electronic.

## Lista pieselor
Toate melodiile sunt scrise și compuse de Florin Chilian. 
| PlânSuRâsul     |                                                  |                 |          |  |
| Nr.             | Titlu                                            | Versuri         | Lungime  |  |
| 1.              | „Cer am fost”                                    | Florin Chilian  | 5:44     |  |
| 2.              | „Nevasta mea”                                    | Florin Chilian  | 3:21     |  |
| 3.              | „Valuri”                                         | Florin Chilian  | 5:35     |  |
| 4.              | „Imnul de Stat”                                  | Florin Chilian  | 3:27     |  |
| 5.              | „Cădere în Rai”                                  | Florin Chilian  | 7:07     |  |
| 6.              | „Un arici pe-un câmp de maci - repetiție”        | Florin Chilian  | 5:14     |  |
| 7.              | „Dor de tine”                                    | Florin Chilian  | 4:42     |  |
| 8.              | „Nu mai beau!”                                   | Florin Chilian  | 3:27     |  |
| 9.              | „Tot ce sunt eu”                                 | Florin Chilian  | 3:13     |  |
| 10.             | „Ceapa vieții mele”                              | Florin Chilian  | 3:33     |  |
| 11.             | „Dragostea mea”                                  | Florin Chilian  | 3:59     |  |
| 12.             | „Un arici pe-un câmp de maci - simfonic”         | Florin Chilian  | 4:41     |  |
| 13.             | „Un arici pe-un câmp de maci - original version” | Florin Chilian  | 3:01     |  |
| 14.             | „Tot ce sunt eu - extended play”                 | Florin Chilian  | 6:59     |  |
| 15.             | „Dragostea mea - work in progress”               | Florin Chilian  | 5:29     |  |
| 16.             | „Valuri - chitara - work in progress”            | Florin Chilian  | 4:25     |  |
| 17.             | „Nevasta mea - club mix - Ștefan Elefteriu”      | Florin Chilian  | 3:19     |  |
| Lungime totală: | Lungime totală:                                  | Lungime totală: | 01:16:00 |  |

## Detalii tehnice
- Florin Chilian – vocal, muzică, texte, producător muzical
- Ramona Aryna-Gate – voce (piesa 2)
- Constantin Dragu (Kiba Dachi) – chitară bas (piesele 1–9, 11)
- Flavius Teodosiu – saxofon (piesa 8)
- Dan Nicolau – trompetă (piesa 9)
- Mana și Victor Ciutacu – voci (piesa 5)
- Răzvan Simion – voce (piesa 8)
- Ștefan Elefteriu – inginer de sunet, producător muzical

Înregistrările, mixajul, mastering-ul final au fost realizate la Studioul Sound Expert, București, 2009–2017.